# 石生长瓣铁线莲
石生长瓣铁线莲（学名：Clematis macropetala var. rupestris）为毛茛科铁线莲属下的一个变种。

## 扩展阅读
- 維基物種上的相關：石生长瓣铁线莲